# Bab al-Jadid
Bab al-Jadid (lingua araba باب الجديد, "Porta Nuova"), è una delle porte fortificate del Cairo d'epoca medievale di età fatimide. Fu costruita nel 1170 sulla fiancata orientale del muro, in parte è ancora esistente.